# 치차노
치차노(이탈리아어: Cicciano)는 이탈리아 캄파니아주 나폴리현에 위치한 코무네다. 나폴리 북동쪽으로부터 30km거리에 있다.